# Sint-Urbanuskerk (Belfeld)
De Sint-Urbanuskerk is de parochiekerk van Belfeld in de Nederlandse provincie Limburg. De kerk is gelegen aan Kerkstraat 21.

## Geschiedenis
De eerste schriftelijke vermelding van een kapel in Belfeld stamt van 1558. Deze was eveneens aan de Heilige Urbanus gewijd. In 1571 werd deze kapel tot parochiekerk verheven. In 1839 werd de kapel vervangen door een kerk in neoclassicistische stijl, en in 1912 op zijn beurt door een neogotische basiliek, ontworpen door Caspar Franssen. Tussen november 1944 en februari 1945 werd deze meermalen door de Engelsen beschoten en werd daarbij verwoest.
Een nieuwe kerk, ontworpen door Stefan Dings, zou oorspronkelijk in de stijl van de verwoeste kerk plaats vinden, doch uiteindelijk zou het een kerk in basilicastijl worden, en deze zou bovendien op een andere plaats dan de neogotische voorganger komen te liggen. De kerk werd ingewijd in 1951 en de toren werd aangebouwd in 1958.

## Gebouw
Het betreft een bakstenen bouwwerk in basilicastijl, dat wordt betreden door een portaal onder lessenaarsdak, voorzien van drie rondbogen. Links van de voorgevel bevindt zich de achthoekige doopkapel en rechts de aangebouwde, vlakopgaande, vierkante toren, voorzien van een achthoekige open lantaarn en bekroond door een bol met kruis. Het interieur is uitgevoerd in schoon metselwerk, heeft een vlak plafond en ronde scheibogen.
Het orgel is van 1963 en werd gebouwd door Vermeulen.

## Externe bron
- Kerkgebouwen in Limburg